# Urban Kramar
Urban Kramar (* 3. října 1990, Novo mesto, SFR Jugoslávie) je slovinský fotbalový útočník nebo záložník, aktuálně hráč klubu NK Krka.

## Klubová kariéra
Profesionální kariéru začal v roce 2011 jako hráč slovinského klubu NK Krka Novo mesto.